# Радаев, Валерий Васильевич
Вале́рий Васи́льевич Рада́ев (род. 2 апреля 1961, Благодатное, Саратовская область) — российский государственный и политический деятель. Сенатор Российской Федерации — представитель от законодательной власти Саратовской области с 21 сентября 2022. Член Комитета Совета Федерации по федеративному устройству, региональной политике, местному самоуправлению и делам Севера.
Председатель Саратовской областной думы с 12 декабря 2007 по 5 апреля 2012. Губернатор Саратовской области с 5 апреля 2012 по 10 мая 2022 (врио 23 марта — 5 апреля 2012, 17 марта — 21 сентября 2017). Член Высшего совета партии «Единая Россия» с 2013 по 2021.

## Биография
Родился 2 апреля 1961 в селе Благодатное Хвалынского района Саратовской области. Отец, Василий Васильевич, работал водителем, мама, Нина Ивановна, — главным агрономом в совхозе. В семье также родилась младшая дочь Светлана.

### Образование
1980 — Марксовский сельскохозяйственный техникум (сейчас филиал Саратовского государственного аграрного университета им. Н. И. Вавилова).
1994 — Саратовский институт механизации сельского хозяйства им. М. И. Калинина по специальности «Механизация сельского хозяйства» с присвоением квалификации «Инженер-механик» (заочно).
2004 — в Саратовском государственном техническом университете защитил диссертацию на соискание учёной степени кандидата социологических наук на тему «Стратегия социального управления муниципальным образованием в транзитивном обществе».

### Служба в Вооружённых силах
1980—1982 — срочная служба в Советской армии.

### Трудовая деятельность
С 1980 года работал в совхозе «Благодатинский» Хвалынского района Саратовской области.
1993—1996 — директор совхоза «Благодатинский».
С 1996 года — глава Хвалынского района.
2005 — 2007 — руководитель Управления Федеральной службы по ветеринарному и фитосанитарному надзору по Саратовской области.
2007 — 2012 — депутат, председатель Саратовской областной думы 4 созыва.

### Губернатор Саратовской области

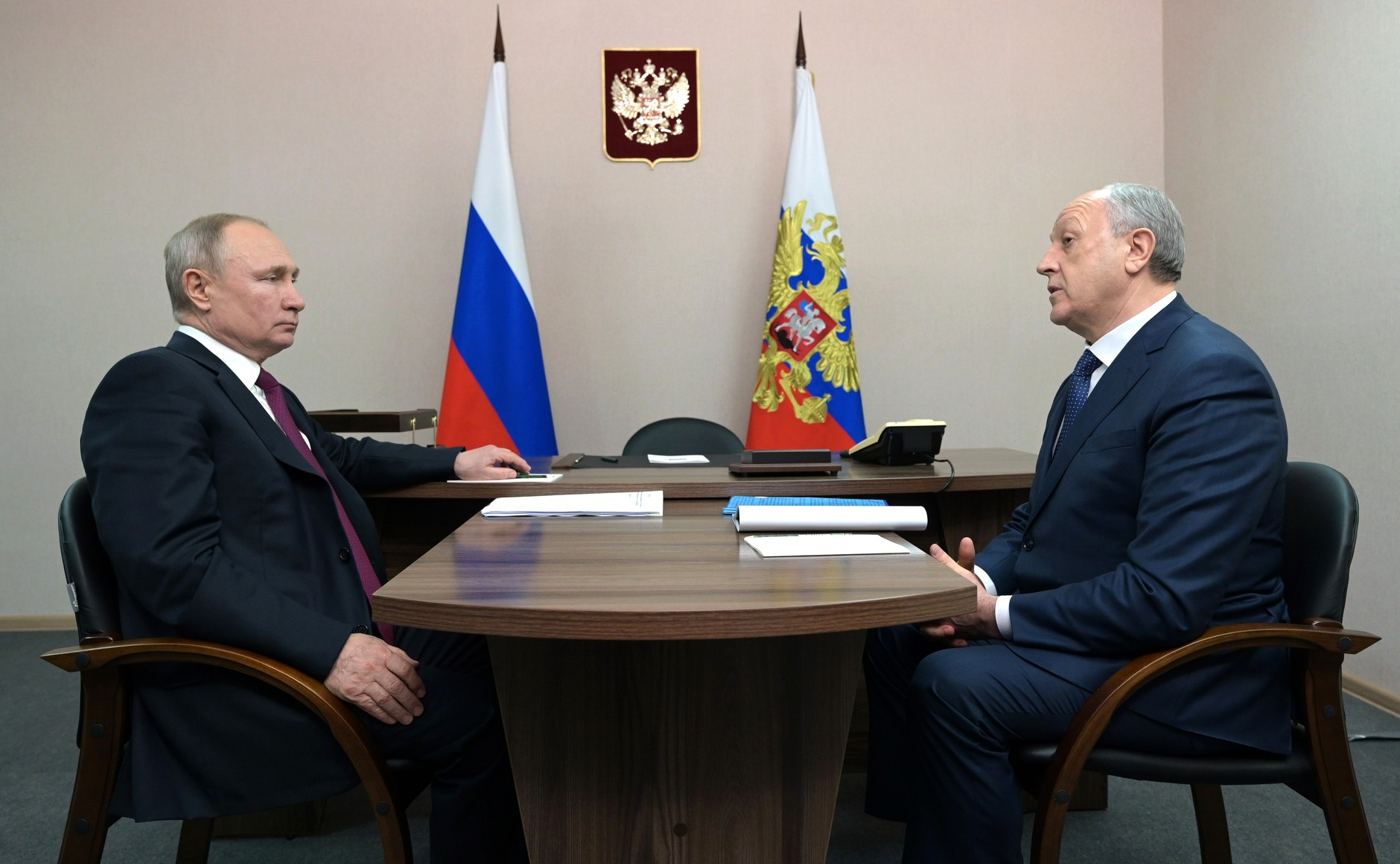
Валерий Радаев на рабочей встрече с Владимиром Путиным, 12 апреля 2021

23 марта 2012 года в связи с отставкой Павла Ипатова с должности губернатора Саратовской области назначен временно исполняющим обязанности губернатора Саратовской области.
2 апреля 2012 года президент предложил Саратовской областной думе назначить В. В. Радаева губернатором области.
5 апреля 2012 года утвержден Саратовской областной Думой в должности губернатора Саратовской области.
С 22 февраля по 3 октября 2013 — член президиума Государственного совета Российской Федерации.
17 марта 2017 года подал в отставку по собственному желанию. В тот же день назначен указом Президента России временно исполняющим обязанности губернатора Саратовской области «до вступления в должность лица, избранного Губернатором Саратовской области».
10 сентября 2017 года победил на выборах губернатора Саратовской области, набрав 74,63 % голосов избирателей при явке 54,73 %. Официально вступил в должность 21 сентября.
10 мая 2022 года подал в отставку с поста губернатора Саратовской области, которая в тот же день была принята Владимиром Путиным. Временно исполняющим обязанности губернатора был назначен председатель правительства Саратовской области Роман Бусаргин.

### Сенаторство от Саратовской области
21 сентября 2022 года Радаев делегирован Саратовской областной думой в Совет Федерации в качестве представителя Саратовской области от законодательной власти субъекта.

## Санкции
16 декабря 2022 года, на фоне вторжения России на Украину, включён в санкционный список Евросоюза, так как «поддерживал и реализовывал действия и политику, которые подрывают территориальную целостность, суверенитет и независимость Украины и еще больше дестабилизируют Украину».
Позже к санкциям присоединилась Швейцария

## Награды
- Орден Дружбы (13 июля 2012) — за активное участие в законотворческой деятельности и многолетнюю добросовестную работу[19]
- Медаль ордена «За заслуги перед Отечеством» II степени (15 августа 1997) — за заслуги перед государством и большой вклад в социально-экономическое развитие области[20][21]
- Орден преподобного Сергия Радонежского II степени[22]
- Медаль «За содействие Росгвардии» (20 мая 2017)[23]
- Медаль «За заслуги» (17 сентября 2013 года, Приказ ФССП России № 1426-к)[24]
- Медаль «150 лет основания института судебных приставов» (3 июля 2015 года, Приказ ФССП России № 1336-к)
- Почётный гражданин Хвалынского района Саратовской области[21]

## Семья
Женат. Супруга Наталья — преподаватель географии. Сын Андрей. Есть внук.

## Увлечения
С детства любит читать. Увлекался приключенческой литературой. Хотел стать учителем физкультуры.
Увлекается спортом. В детстве играл в волейбол. Сейчас часто посещает игры БК «Автодор», ФК «Сокол», сам занимается в спортзале.